# Jeff Cunningham
Jeff Cunningham (* 21. srpna 1976) je bývalý americký fotbalový útočník jamajského původu. Se 134 góly je třetím nejlepším střelcem historie Major League Soccer.

## Klubová kariéra
S fotbalem začal na univerzitě. Po promoci byl v draftu 1998 vybrán na 9. místě Columbusem. Ve své první sezoně nastoupil do 25 zápasů, vstřelil 8 gólů a vyrovnal tak nováčkovský rekord. V roce 1999 se stal pravidelným členem základní sestavy. V roce 2002 byl vybrán do nejlepší XI soutěže. Po neuspokojivých výkonech v roce 2004 byl vyměněn do Colorada. Ve 182 utkáních za Crew vstřelil 62 gólů a na dalších 43 nahrál. Za Colorado nastoupil do 26 utkání, vstřelil 12 gólů, ale hned po sezoně byl vyměněn do Realu Salt Lake za Clinta Mathise. Do RSL přicházel jako sedmý nejlepší střelec historie ligy. V sezoně 2006 vedl ligové tabulky s 16 góly a získal trofej MLS Golden Boot. V květnu 2007 byl vyměněn za Alecka Eskandariana do Toronta. Ve své druhé sezoně v Kanadě ale upadl v nelibost poté, co v utkání Canadian Championship s Montrealem nedokázal v 89. minutě utkání za stavu 1:1 doklepnout míč do prázdné branky. Gól by pravděpodobně znamenal výhru Toronta, zisk historicky prvního titulu a postupu do Ligy mistrů. Trenér Toronta John Carver v následné tiskové konferenci nešetřil slovy, prohlásil „Jak on mohl vstřelit 99 gólů? Pokud jste lovec a máte touhu, nezáleží na tom, jak míč dostanete za brankovou čáru, prostě to uděláte.“ V srpnu 2008 byl vyměněn do Dallasu za možnost výběru ve 3. kole draftu 2009. V sezoně 2009 nastřílel 17 gólů a podruhé získal cenu MLS Golden Boot pro nejlepšího střelce ligy. Po sezoně 2010 byl se 132 góly druhým nejlepším střelcem historie, pouhý jeden gól za Jaimem Morenem. V lednu 2012 se vrátil do Columbusu, v sezoně vstřelil 2 branky a 27. srpna 2011 se osamostatnil na první příčce v seznamu nejlepších střelců v lize, nejlepším střelcem byl až do 25. května 2014, kdy ho překonal Landon Donovan. Na konci sezony s ním Columbus neprodloužil smlouvu, v tzv. Re-Entry draftu si ho nikdo nevybral a stal se tak volným hráčem. V lednu 2012 podepsal smlouvu s prvoligovým guatemalským týmem Comunicaciones FC. V červenci 2012 se vrátil do USA, do San Antonio Scorpions v nižší lize. V listopadu 2013 byl na testech ve vietnamském Vicem Hải Phòng FC, smlouvu ale nepodepsal a ukončil kariéru.

## Osobní život
Narodil se na Jamajce, ve 14 letech se přestěhoval do Crystal River na Floridě a v listopadu 2001 získal americké občanství. S manželkou Jocelyn mají dceru Mikaylu.